# پیتای سرآبی
پیتای سرآبی (نام علمی: Hydrornis baudii) نام یک گونه از تیره پیتا است. این گونه بوم‌زاد بورنئو است. پیتای سرآبی دارای یک بدن متوسط با اندازه، ۱۷ سانتی‌متر می‌باشد. پرهای زینتی جنس نر با رنگ‌های گوناگون مانند، تاجی به رنگ آبی روشن، گونه‌های سیاه، گلوی سفید، پشت قرمز بلوطی، دمی به رنگ نیلی و بنفش مشخص می‌گردند. این پرنده از گونه‌های بوم‌زاد جزیره بورنئو، برونئی، کالیمانتان (اندونزی)، ساراواک و صباح (مالزی) می‌باشد. زیستگاه طبیعی این پرنده جنگل‌های همیشه سبز پست است.
به گفته ی شبکه خبر و مستند سیما چند نوع جفت از این جانور در کشور ایران در جنگل های شمال یافت شده است که بسیار زیبا و نادر هستن.